# Stolen base
En stolen base (dansk: "stjålen base") forekommer i baseball, når en spiller på det offensive hold succesfuldt løber en base frem, mens pitcheren kaster sit pitch mod home plate. En stolen base forkortes SB.
Hvis løberen bliver slået ud af det defensive hold – hvilket typisk betyder, at catcheren når at kaste bolden til den pågældende base, så en anden fielder kan gribe den og ramme løberen med sin handske, før løberen rører basen – siges det, at løberen er caught stealing (forkortes CS).
Det kræver primært stor hurtighed at stjæle baser, men det er også vigtigt med erfaring og gode evner til at læse pitcherens bevægelser. På trods af begrebets negative klang betragtes en stolen base ikke som snyd, men snarere som en præstation på linje med mange andre offensive begivenheder. En stjålen base i en kamp med tæt pointstilling kan være tungen på vægtskålen. Imidlertid kan det være lige så katastrofalt for et hold, hvis en løber bliver caught stealing, da man således bytter en løber på baserne ud med ingenting samt én ekstra out.

## Teknikker
Det giver kun mening at stjæle en base, når der ikke står en løber på den base, der forsøges stjålet. Imidlertid benytter visse hold en gang imellem et double steal, hvor to løbere på én gang forsøger at stjæle en base.
En løber, der vil stjæle en base, skal ikke kun være hurtig, men også have god timing og være i stand til at finde det perfekte tidspunkt at løbe på. Det er normalt nødvendigt for løberen at stå et stykke væk fra sin base for at få et lille forspring. Denne føring kaldes lead-off. Hvis pitcheren vælger at kaste til løberens base i stedet for at kaste sit pitch, må løberen imidlertid kunne komme hurtigt tilbage for ikke at blive fanget i ingenmandsland mellem to baser. Når pitcheren kaster til en base på denne måde, kaldes det et pick-off attempt, og hvis det lykkes at få slået løberen ud, kaldes det et pick-off.
Typisk bliver løberen nødt til at glide (slide) ind til basen for at undgå at blive slået ud af modstanderholdet. Dette sørger samtidig for, at løberen bliver bremset op og dermed ikke kommer til at løbe forbi basen i skyndingen. Der findes en række forskellige måder at glide på; de to hovedtyper er et feet-first slide (med fødderne forrest) og head-first slide (med hovedet og armene forrest).
Det er klart mest almindeligt at stjæle 2. base. Dette skyldes, at 2. base er placeret længst fra catcheren, og dermed skal denne kaste længere vej for at slå løberen ud. Det er dog ikke unormalt at stjæle 3. base. I sjældne tilfælde kan en løber forsøge at stjæle home plate. Dette er stærkt risikabelt, da pitchet med næsten 100% sikkerhed vil nå frem før løberen selv, men hvis det lykkes løberen, vil han naturligvis score et point. Legendariske Ty Cobb er indehaver af rekorden for flest stolen bases ved home plate i karrieren med 54 i alt.

## Brug i kamp
Stolen bases har tidligere været meget mere udbredte end i dag. Det har vist sig at være et historisk faktum, at når det generelle offensive niveau stiger, forsøges der færre stolen bases. Omvendt er stolen bases blevet benyttet som et vigtigt taktisk hjælpemiddel i mere pitchervenlige perioder som fx i starten af det 20. århundrede og 1960'erne.
Der er tradition for, at et holds træner sætter sit lineup, så der er en hurtig spiller på plads nr. 1. Stolen bases er dermed en vigtig faktor i konstruktionen af holdopstillinger.
Stolen bases bliver mere betydningsfulde hen mod slutningen af en tæt kamp. Ud over at få en løber i god position til at score kan en stolen base også ryste modstanderholdets pitcher ud af sin rytme. Tilsvarende bliver en caught stealing desto meget dyrere for indeholdet.
Tilhængere af avancerede baseballstatistikker mener normalt, at stolen bases er overvurderede og bliver brugt for meget, særligt i nutidens home run-fokuserede version af baseball. De argumenterer for, at det er ikke så vigtigt, hvor mange baser man stjæler, men snarere, hvor ofte man succesfuldt stjæler en base i forhold til det totale antal forsøg.
I løbet af de seneste seks sæsoner (2002-2007) er succesraten for stolen bases i Major League Baseball vokset støt, og den er nu på et rekordhøjt niveau. Eftersom antallet af stolen base-forsøg samtidig er for nedadgående, kunne noget tyde på, at holdene har indset den formindskede værdi af en stolen base i en æra med relativt mange home runs.

## Rekorder

### Flest stolen bases i en sæson
| #  | Spiller          | Antal | År   |
| -- | ---------------- | ----- | ---- |
| 1  | Hugh Nicol       | 138   | 1887 |
| 2  | Rickey Henderson | 130   | 1982 |
| 3  | Arlie Latham     | 129   | 1887 |
| 4  | Lou Brock        | 118   | 1974 |
| 5  | Charlie Comiskey | 117   | 1887 |
| 6  | Billy Hamilton   | 111   | 1889 |
| 6  | Billy Hamilton   | 111   | 1891 |
| 6  | John Ward        | 111   | 1887 |
| 9  | Vince Coleman    | 110   | 1985 |
| 10 | Vince Coleman    | 109   | 1987 |

### Flest stolen bases i karrieren
| #  | Spiller          | Antal |
| -- | ---------------- | ----- |
| 1  | Rickey Henderson | 1406  |
| 2  | Lou Brock        | 938   |
| 3  | Billy Hamilton   | 912   |
| 4  | Ty Cobb          | 892   |
| 5  | Tim Raines       | 808   |
| 6  | Vince Coleman    | 752   |
| 7  | Eddie Collins    | 744   |
| 8  | Arlie Latham     | 739   |
| 9  | Max Carey        | 738   |
| 10 | Honus Wagner     | 722   |